# Majmakan
Majmakan (rusky Маймакан) je řeka v Chabarovském kraji v Rusku. Je 421 km dlouhá. Povodí má rozlohu 18 900 km².

## Průběh toku
Pramení na jihozápadním konci hřbetu Džugdžur a teče v mezihorské dolině převážně na sever. Ústí zleva do Maji (povodí Aldanu).

## Vodní stav
Zdrojem vody jsou především dešťové srážky. Zamrzá v říjnu a rozmrzá v květnu.